# Komarča
Komarča (lat. Sparus aurata) pripada obitelji ljuskavki (Sparidae). Naziv komarča nije jedinstven za hrvatsku obalu Jadrana. U upotrebi je čak tridesetak imena, od kojih su češća orada, ovrata, podlanica, dinigla, lovrata, zlatulja, zlatva, sekulica, štrigavica.
Komarča se ističe velikom i robusnom glavom s razvijenim čeljustima i krupnim usnama. Gornja čeljust je malo izbočena nad donjom. Tijelo joj je čvrste građe ovalnog oblika a u boku je stisnuta. Boje je na gornjem dijelu tijela modrikastozelenkastosive, a postrance je sivosrebrnaste boje, s uzdužnim smeđim ili smeđezelenkastim prugama. Donji dio tijela je srebrnastobijel. Na gornjem dijelu škržnog otvora nalazi se živozlatna do narančasta mrlja, a gornji kut škržnih otvora obuhvaćen je ljubičastocrnom mrljom. Između očiju je svijetlozlatni most. 
U Jadranu se mrijest komarča odvija u prosincu i djelomice u siječnju, na pješčanim terenima. Komarča je dvospolac. U prvom razdoblju spolne zrelosti je mužjak, a čim pređe težinu od 0,50 do 0,60 kg, pretvara se u ženku i tako ostaje do kraja života. Naraste do 60 cm u duljinu a dostigne težinu do 10 kg. Rasprostranjena je uzduž cijelog uzobalnog dijela primorja i to bez obzira na vrstu dna. Ipak prava su joj staništa pjeskovita i šljunkovita dna. Preferira dubine od 5 do 10 metara, dublje od 50 metara se ne spušta. Zimi se udaljuje od obale i povlači se u duboku vodu jer je osjetljiva na hladnoću. Ako je veće zahlađenje zatekne u plićim i zatvorenijim vodama, često ugiba. Hrani se svim vrstama školjaka i puževa. Hrani se i glavonošcima, rakovima i sl.
Osim u Jadranu rasprotranjena je po čitavom Mediteranu i istočnom Atlantiku. Vrlo je cijenjena u gastronomiji jer ima najukusnije meso od svih vrsta bijele ribe.
Danas se orada uzgaja u ribogojilištima, a u Hrvatskoj ga je uzgajao Cenmar, danas u sklopu Cromarisa. Hrvatski Cromaris u čijem je sklopu nekadašnji Cenmar, 2015. je ušao u deset najvećih svjetskih proizvođača orade.